# Sinogastromyzon chapaensis
Sinogastromyzon chapaensis är en fiskart som beskrevs av Mai, 1978. Sinogastromyzon chapaensis ingår i släktet Sinogastromyzon och familjen grönlingsfiskar. IUCN kategoriserar arten globalt som otillräckligt studerad. Inga underarter finns listade i Catalogue of Life.